# 二分脊椎症
二分脊椎症（にぶんせきついしょう）とは、先天的に脊椎骨が形成不全となって起きる神経管閉鎖障害の一つ。母胎内で胎児が脊椎骨を形成する時に何らかの理由で形成不全を起こし症状の軽いものは気付くことなく終わるが時に本来、脊椎の管の中にあるべき脊髄が脊椎の外に出て、癒着や損傷をしていることがある。このように二分脊椎症には症状の重い開放性の二分脊椎症と症状の軽い潜在性の二分脊椎症があり、通常は開放性の二分脊椎症のことを指す場合が多い。脊髄髄膜瘤ともいう。下肢の麻痺や変形、膀胱・直腸障害に因る排泄障害などが症状として見られる。 

## 症状
主に仙椎、腰椎に発生するが、稀に胸椎、頚椎にも生じ、その発生部位から下の運動機能と知覚が麻痺し、内臓の機能にも大きく影響を及ぼす。 

### 原因と有用とされる対処法
遺伝要因と環境要因の複合で発症すると考えられている 。第一子が二分脊椎症だと、第二子でも約4%の確率で発症する。
二分脊椎はバルプロ酸（抗てんかん薬、気分安定薬として用いられる）、ビタミンAの過剰摂取をはじめ多くの催奇形因子によって誘発される。厚生労働省は成長に欠かせないビタミンB群の一種である葉酸の摂取を十分に取ることにより発症リスクを70%減らす事ができるとし注意を呼びかけている。女性が日量400μgを受胎3ヶ月前から妊娠中ずっと摂取すると70%の障害が予防できる。全妊娠の50%は計画的なものではないため、妊娠可能年齢の女性全員が400μgの葉酸を毎日摂取する事が推奨される。しかしながら、これらの対策はあくまでもリスクを減少させることが出来るというのみで、完全に無くすことは出来ていない。まして両親にその責を問うものでもないことが言及される。

### 合併症
二分脊椎の半数以上が水頭症を合併する。脳や脊髄は脳脊髄液が満たされた骨の中にあるが、この脳脊髄液の循環器機能が阻害されて脳圧が上がってしまうと脳神経に重大な障害を引き起こすため、脳圧を一定に保てる様に「シャント」という管で脳室と心臓または腹腔を短絡し、脳脊髄液を逃がす手術をする。
また、幼少期より手術時にゴム手袋などのラテックス製品に触れる機会が多くラテックスアレルギーを発症するケースもある。

## 治療法
- 出生後速やかに脳神経外科か小児外科によって手術をする。
- 膀胱・直腸障害により、排泄が困難となるため、排尿の場合はカテーテルと呼ばれる管を排尿時に使用する。排便の場合は、便秘になることが多いので、摘便（洗腸）や下剤を使用する。
- 脳神経外科、小児外科、泌尿器科、整形外科、リハビリテーション科を中心に眼科、皮膚科、内科等を含め、トータルなケアが必要とされている。また、様々な障害の程度があり、各々に合わせた適切な医療、教育、就職、結婚の問題までケースワークが求められている。